# アーネスト・ニコルス

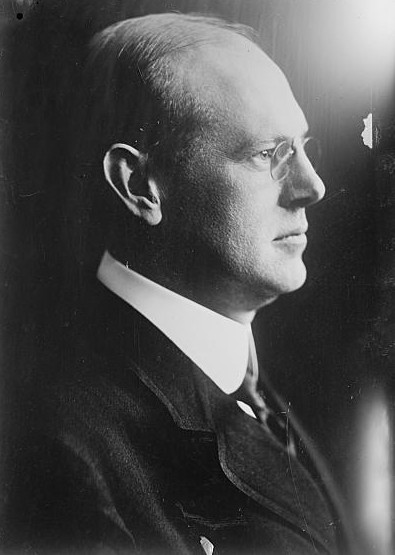
Ernest Fox Nichols

アーネスト・ニコルス（Ernest Fox Nichols、1869年6月1日 - 1924年4月29日）は、アメリカ合衆国の物理学者である。1901年、ゴードン・ハルとともに、光の放射圧の測定を行った。ダートマス大学の学長、アメリカ科学アカデミーの副会長を務めた。
カンザス州レブンワース郡で生まれた。カンザス州立大学を卒業後、カンサス州立大学の化学科で働いた後、コーネル大学、大学院に進み学位を得た。ベルリン大学やケンブリッジでも学んだ。1892年から1998年までコルゲート・カレッジの物理学の教授、1898年から1903年までダートマス大学の教授を務めた。1901年、ゴードン・ハルとともに真空容器のなかのネジリバカリの先端の円盤ミラーに光をあてることによって、光の放射圧の計測を行い、マクスウェルの理論から求まる放射圧の理論値に対して誤差0.6%以内の測定値をえた。この業績で1905年アメリカ芸術科学アカデミーからランフォード賞を受賞した。
1909年から1916年までダートマス大学の学長を務め、1921年から1923年までマサチューセッツ工科大学の学長を務めた。

## 漱石の『三四郎』
『三四郎』執筆前の夏目漱石が寺田寅彦の実験室を見学した時、寺田のシュリーレン写真の実験をみて、これを小説に書いていいかと問うと寺田はそれは困ると断った。かわりに寺田が当時読んでいたニコルスの実験の話をし、『三四郎』のなかで野々宮理学士の光の放射圧の測定の話が登場することになった。